# Raketmotor
En raketmotor skaber fremdrift ved at kaste masse bagud med høj hastighed. Som regel gøres dette ved at foretage en forbrænding i et brændkammer, hvorved der opstår et højt tryk og en høj temperatur. Ved at lade gassen passere igennem en raketdyse accelereres gassen op i fart, på bekostning af tryk og temperatur, der begge falder på vej gennem dysen.
Et fartøj, der drives frem af en raketmotor, kaldes oftest en raket.
Raketmotorer er reaktionsmotorer, hvilket vil sige, at de driver sig selv frem ved at kaste masse bagud, jævnfør Newtons tredje lov.
Der findes også raketmotorer, som ikke fungerer vha. en kemisk forbrænding, f.eks. atommotorer, "kold-gas-thrustere" og ionmotorer.
Der findes grundlæggende tre forskellige former for raketmotorer:
- Motorer med flydende brændstof og iltningsmiddel
- Motorer med fast brændstof og iltningsmiddel
- Hybridmotorer, typisk med fastbrændstof og flydende (eller gasformigt) iltningsmiddel, men somme tider også omvendt.

De fleste andre forbrændingsmotorer medbringer kun selv deres brændstof i en brændstoftank; oxygenen til forbrændingen kommer fra atmosfæren. Det gælder f.eks. både benzin- og dieselmotorer til biler, samt f.eks. jetmotorer til fly. Raketmotorer medbringer dog altid selv deres eget iltningsmiddel. Hvis der er tale om en flydende-brændstof-raketmotor, medbringes iltningsmidlet i en særlig tank, og brændstof og iltningsmiddel blandes sammen i brændkammeret, og forbrændingen foregår omgående. Hvis der er tale om en fastbrændstof-motor, blandes brændstof og iltningsmiddel grundigt sammen og anbringes i brændkammeret længe inden raketopsendelsen.
At raketmotorer medbringer deres egen ilt gør, at de kan anvendes i det lufttomme rum. Derfor er raketter og raketmotorer helt uundværlige til rumrejser.
Raketmotorer findes over en enorm størrelsesskala: De mindste raketmotorer i brug er mikroskopiske, de største er på størrelse med et hus.